# Rhabdomastix inclinata
Rhabdomastix inclinata là một loài ruồi trong họ Limoniidae. Chúng phân bố ở miền Cổ bắc.